# マリオvs.ドンキーコング
『マリオvs.ドンキーコング』（マリオ ブイエス ドンキーコング、英題: MARIO vs. DONKEYKONG）は2004年5月24日に任天堂より発売されたゲームボーイアドバンス用アクションパズルゲーム、およびそれ以降に発売されたシリーズの名称である。開発元はNintendo Software Technology Corporation。1994年に発売されたゲームボーイ用ソフト『ドンキーコング』（以下「GB版」）の続編となる。カードeリーダー+対応。日本では同年6月10日、ヨーロッパでは同年11月19日に発売。

## 概要
1981年に稼働したアーケードゲーム版『ドンキーコング』でデビューしたマリオが当時のアクションを使う、マリオの原点回帰とも呼べるアクションパズルゲーム。システムはGB版を引き継いでいるが、画面がカラーになった事から、色に関連した仕掛けが追加されている。
その後2002年のE3において、任天堂はGB版ドンキーコングの発展作『Donkey Kong +』を発表したが、発売には至らなかった。この作品はゲームボーイアドバンスとニンテンドー ゲームキューブを連動させて好みの面を作れ、自作した面はゲームキューブ用メモリーカードに記録できるという物だった。ニンテンドーDS用に発売された『マリオvs.ドンキーコング』の続編『マリオvs.ドンキーコング2 ミニミニ大行進!』ではこの要素がステージエディットとして採用された。
ニンテンドー3DS本体の早期購入者を対象とした「アンバサダー・プログラム」にてニンテンドー3DS用バーチャルコンソールの限定配信が2011年12月16日に開始され、その後、2014年7月23日よりWii Uバーチャルコンソールにて正式に配信された。
2024年2月16日には、Nintendo Switch向けのリメイク版が発売された。新たに2人協力プレイに対応している。

## ゲームシステム
基本的にGB版を踏襲しているが、マップ画面は廃止され、ワールド毎に分けられたフォルダの中からステージを選択する方式に改められた。クリアしていないステージより先のステージは選べない。

### ステージ構成
ステージの区分はGB版より複雑になり、通常ステージ6面＋mm（ミニマリオ）ステージ1面＋DK（ドンキー）ステージ1面の8面が1ワールド（レベルから改称）とされた。これにより各ワールドのステージ数が統一されている。
通常ステージ
通常ステージは中で更に2面に分かれており、前半は鍵を見つけて扉を開ける、後半はミニマリオが閉じ込められたカプセルを見つけて割るといった内容になっている。また、後半では前半の残りタイムやポイントが引き継がれるが、後半でミスした場合はリセットされる。
通常ステージに点在するプレゼント箱を全て集めると、クリア後にミニゲームが始まる。内容は、欲しいプレゼントをドンキーに潰されないよう位置を入れ替えるものと、高速で動くカーソルと欲しいプレゼントが重なるようタイミングよくボタンを押すものの2種類がある。マリオの残り数を最大5つアップできるが、はずれ（ドンキー）もある。
ミニマリオ（mm）ステージ
mmステージは、それまでに見つけたミニマリオ6体を連れ歩き、おもちゃ箱まで誘導する。ステージ中に散らばった「T」「O」「Y」のパネルをミニマリオの誘導により集めることでおもちゃ箱を開けられるようになる。このステージではミニマリオが全滅してもミスとなる。ここで最後まで残ったミニマリオの数がそのままDKステージでのマリオの体力となる。
ドンキー（DK）ステージ
DKステージはmmステージクリア直後に始まる。GB版の時と違い、爆風に巻き込む、木の実を落とすなどの攻撃方法を使わなければならない事もある。DKステージ単独で遊ぶ事も出来るが、その際は体力が4となり、引継ぎのポイントも無くなる。最後にはドンキーからキノピオを助け出すという特別ステージがある。このステージではポイントは入らない。
エキスパート
ワールド6まで攻略し、前述の特別ステージをクリアすると、続いて2周目「エキスパート」が始まる。このモードでは各ステージでミニマリオを連れ歩く事になり、ミニマリオが持った鍵でドアを開ける。マリオ及びミニマリオしか通れない道等も存在する。後半面にはmmステージは存在しない。
チャレンジステージ
本編の各ステージには、あらかじめ設定されたポイントがあり、それを上回る得点を出せばスターが貰える（Switch版ではスコアが廃止され、各ステージにある3つのプレゼントを全て取得する、ミニマリオステージとドンキーステージではノーダメージでクリアするに変更された）。このスターを一定数集める毎に1つずつ、計12の「チャレンジステージ」が現れる。内容は本編1周目の通常ステージ前半面と変わらないが、難易度が上がっている。ミニマリオの残り数は本編と連動している。
カードeリーダー+に対応しているが、カードの一般販売はされず、一部雑誌向けの景品として作られた物が数種類存在するのみとなっている。本編1周目の通常ステージのシステムに準拠しているが、ステージ名が存在する点、マリオの残り数が無限である点、ステージの難易度が事前に表示される点などが異なる。

## 登場人物

### 主要キャラクター
マリオ
主人公。GB版で披露した「逆立ち」「大車輪」「バックフリップ」等のアクションを行う。「オモチャこうじょう」に現れミニマリオを奪ったドンキーコングを追い冒険に出る。
本作では珍しく台詞があり、ドンキーコングが袋の中の盗んだミニマリオが全部奪還され無くなっていたことに大笑いをするなど狡猾な一面もある。リメイク版では台詞や大笑いのシーンは全て無くなった。
ドンキーコング
今回の悪役。おもちゃの「ミニマリオ」を手に入れるためミニマリオの発売元である「オモチャこうじょう」を襲い強奪する。各ステージの最後に直接バトルとなる。障害物をマリオに向けて投げたり落としたり多彩な方法で攻撃してくる。ドンキーに触れるとマリオが殴り飛ばされてしまう。マリオがダメージを受けた時ややられた時は、雄叫びを上げて喜ぶ。
ミニマリオ
マリオを模した「アクションフィギュア」。歩いたり喋ったりする。青いカプセルに収納されており、割る事で自由に動き回る。
エキスパートステージでは扉を開けるための小さな鍵を持っている。ジャンプ力はブロック1個分で、梯子やロープを乗り降りしたりスイッチを押したりする事はできない。
キノピオ
「オモチャこうじょう」に勤めている。ミニマリオを全て落としたドンキーコングを嘲笑した事でさらわれてしまう。
リメイク版では2Pキャラとしても登場。ドンキーコングを笑うシーンは無くなり、ミニマリオを全て無くしたドンキーコングの突発的な行動によって、彼の側に偶然居ただけにもかかわらず、さらわれてしまう。

### 敵キャラクター
括弧内は倒した時に得られる点数（倒せないもの・倒せるが無得点のものはハイフンで表記）。ステージに登場する敵キャラクターの種類はワールド毎に異なるが、中には複数のワールドに共通して登場するものもいる。
カタカタヘイホー（300点）
ヘイホーを模したゼンマイ仕掛けのおもちゃの敵キャラ。特別な攻撃はしないが、横から触れるとミスになる。持ち上げたり投げたりできる。マリオがハンマーを持つと動きが一時的に速くなる。
オイル缶（300点）
ドンキーコング及びGB版にも登場した火の点いたオイル缶。上下に動く。
火の玉（300点）
マリオシリーズのキャラクター「バブル」に似た火の玉。
スパーキー（-）
ワイヤーに一定間隔で走る電流。
バケツマン（300点）
バケツに擬態した敵キャラ。普段は動かないが、マリオが上に乗ると歩き出す。持ち上げる事はできない。バケツと違って接触するとミスとなる。
ブロックン（-）
ブロックに身を包んだ敵キャラ。一定間隔で大量のレンガを落として来る。倒す事はできない。
ラムラム（300点）
ジャングルに住むサイ。挙動はカタカタヘイホーと同じ。
たねパックン（-）
マリオシリーズのキャラクター「パックンフラワー」の亜種。口から種を吐いて攻撃する。触れるとミスになり、倒す事はできない。
モンキッキ（-）
サル型のおもちゃの敵キャラ。長い尻尾に捕まり移動する事ができる。本体に横から触れるとミスとなる。
バード（-）
巣から次々現れるカラス。マリオに向かって糞を落とし、糞をかけられてもミスになる。また、バードに触れてもミスとなる。Switch版では、上から踏んで倒すことができるようになっている。
かみつきワニ（500点）
ワニを模したおもちゃの敵キャラ。時々ロープを使って移動する。触れるとミスとなる。DKステージにも登場する。
カタカタかえんヘイホー（300点、Switch版はカタカタかえんムーチョ）
火炎放射器を装備した青いカタカタヘイホー（Switch版はムーチョになっており、火炎放射器を持たず口から火を出すようになった）。リーチは短い。
カタカタハックン（-）
マリオシリーズのキャラクター「ハックン」を模したおもちゃの敵キャラ。同じ場所を飛び跳ねている。踏み付けられるとミスとなる。
クラッシャー（-）
上からマリオを押し潰そうとするブロック。上に乗って移動する事もできる。
ファイヤーバード（-）
バードの上位種。全身が炎に包まれており、落として来る糞も火の玉となっている。
バブル（-）
火の玉。一定間隔でマグマから飛び出して来る。
ゆーれいヘイホー（-）
赤・青・黄の3色の個体がいる。普段は左右に往復しているが、押されたスイッチの色に応じてブロックに変化する。ゆーれい時に触れるとミスになり、倒すこともできない。DKステージにも登場する。
ドッスン（-）
石のお化け。マリオが近付くと上方から落ちてくる。
コトン（-）
小型のドッスン。2点間を放物線を描くように跳び続けている。横から触れても踏んでもミスになる。
テッカメン（-）
大きな盾を持った敵キャラ。触れてもミスにならないが、マリオを見つけると突進して盾で押し潰そうとする。
テレサ（-）
恥ずかしがり屋のお化け。マリオと目を合わせている間は動かないが、背中を向けると近付いてきてマリオに触れようとしてくる。触れたらミスになり、やられると舌を出してマリオを舐める。
ろうそく（300点）
蝋燭のお化け。挙動はオイル缶と同じ。
カタカタヤリホー（300点）
槍を持った紫のカタカタヘイホー。普段は眠っているが、マリオを見つけると突進して来る。
ボム兵（-）
爆弾の敵キャラ。砲台から飛び出した後に周辺を歩き、マリオが近付くと点滅して爆発する。DKステージには紫色の個種が登場する。
こうもり（-）
動きはバード、ファイヤーバードと同じだがタマゴは落とさない。触れてもミスにはならないが、マリオの首に咬み付いてそのまま落下させようとする。
鉄球（-）
一定間隔で砲台から発射される。砲台は一発発射する度に角度を変える。
カタカタスパナヘイホー（500点）
黒いカタカタヘイホー。マリオを見つけるとスパナを投げて攻撃してくる。
ロボキッキ（-）
モンキッキと同じく長い尻尾を垂らしたロボット。こちらは移動速度がやや速い。本体に横から触れるとミスになる。
カラーレーザー(-)
赤、青、黄の色をしたレーザーでこの順に照射される。触れると感電してミスになる。

## アイテム・仕掛け
カギ
通常ステージの前半部分に登場し、これを持ったまま扉に辿り着けば後半部分に進むことができる。ただし、カギを手放した場合、12秒以内に再度キーを持たないと元の場所に戻る。
ミニマリオカプセル
通常ステージでは後半部分に登場し、カプセルに入れられた状態になっている。これを持つとステージクリアとなる。
キーミニマリオ
背中にカギが付いたミニマリオ。エキスパートステージに登場し、マリオに触れると後ろについていくようになる。これを扉の前に誘導すればミニマリオがカギを回してステージクリアとなる。
プレゼント
ステージ中に3つ存在し、3つとも取ることができればボーナスステージを遊ぶことができる。
1UPキノコ
取るとマリオの残り人数が1人増える。
ハンマー
触れるとマリオが一定時間ハンマーを振り回し、この状態で敵に触れれば倒すことができる（一部の敵を除く）。
ヘルプボックス
触れるとアクションの説明や攻略のヒントを得ることができる。
カラースイッチ
スイッチを踏むとそれに対応した仕掛けが発動し、他の色はそれに対応した仕掛けが解除される。登場する色は赤・青・黄の3色。
ジャンプ台
マリオがジャンプ台を踏む直前にタイミングよくボタンを押すと、高くジャンプできる。
ワイヤー
掴むと横に移動したり、大車輪を行うことができる。
針・針の床
マリオが触れるとミスになる。ただし敵キャラはこの上を普通に歩ける。

## ステージ
通常ステージを全てクリアすると、難易度が上がった「エキスパートステージ」が登場する。ステージ構成はノーマルステージと同様だが、ルールが変更されている。Switch版ではステージの追加や一部のワールドの名前が変更されている。
ミニマリオこうじょう（GBA版） / マリオ・トイ・カンパニー（Switch版）
ワールド1。ミニマリオを製造している工場。
ドンキージャングル
ワールド2。木々の生い茂ったジャングル。ロープや鉄棒が多い。
ファイヤーマウンテン
ワールド3。火山のステージ。時間が経つと上昇するマグマ等の仕掛けが多い。
おばけやしき（GBA版） / スプーキーハウス（Switch版）
ワールド4（Switch版ではワールド5）。ゆーれいヘイホーやドッスン、テレサ等が棲むお化け屋敷。
しんぴのもり（GBA版） / ミスティックフォレスト（Switch版）
ワールド5（Switch版ではワールド7）。夜の森林。ベルトコンベアーが多い。
トワイライトシティー
ワールド6（Switch版ではワールド8）。夜の都会のステージ。リフトやトゲが多い。
メリー・ミニランド
Switch版で追加されたステージで、ワールド4。風を起こすフワフワフラワーを使った謎解きがある。
ツルツルマウンテン
Switch版で追加されたステージで、ワールド6。氷の床で滑る。
VS.ドンキーコング
ドンキーコングと対決する。

## Nintendo Switch版
2024年2月16日に発売されたNintendo Switch用アクションパズルゲーム。それに先立って同年2月1日に無料体験版が発売された。
新要素として、タイムアタックやボーナスステージのリニューアルが行われたり、ジョイコンをおすそわけて2人プレイに対応したり、カジュアルモードが追加されたり、新たなワールドとして「メリー・ミニランド」、「ツルツルマウンテン」が追加された（この2つの新ワールドを元にしたチャレンジにも新ステージが追加された）。